# Heksafluoroarsenian pentafluoroksenonu
Heksafluoroarsenian pentafluoroksenonu, [XeF
5]+
[AsF
6]−
 – nieorganiczny związek chemiczny ksenonu i arsenu z fluorem otrzymany przez zespół Neila Bartletta w 1969 roku.

## Otrzymywanie
Po przeprowadzeniu kilku udanych syntez odpowiednich heksafluorków z ksenonem i otrzymaniu XePtF
6, XeRhF
6 i XeRuF
6 okazało się, że tą metodą można otrzymać pochodne tylko z nielicznymi metalami – pozostałe albo nie tworzą heksafluorków, albo ich potencjał utleniający jest zbyt niski. Trzeba było poszukać innej metody syntezy – odpowiedzią okazała się synteza wykorzystująca odpowiedni fluorek ksenonu i pentafluorek metalu. Heksafluoroarsenian pentafluoroksenonu otrzymano w wyniku addycji heksafluorku ksenonu z pentafluorkiem arsenu prowadzonej w roztworze pentafluorku bromu.
XeF
6 + AsF
5 → [XeF
5]+
[AsF
6]−

## Właściwości
Heksafluoroarsenian pentafluoroksenonu tworzy białe jednoskośne kryształy o gęstości 3,51 g/cm³. Temperatura topnienia wynosi 130,5 °C.